# Devil's Causeway
Devil's Causeway (Ďáblova dlážděná cesta) je starověká římská silnice v hrabství Northumberland na severovýchodě Anglie. Od římské silnice Dere Street odbočuje severně od vesnice Corbridge a v jejích stopách lze jít po tomto hrabství zhruba 89 kilometrů na sever až do města Berwick-upon-Tweed.
Původní římský název se nedochoval, pojmenování Devil's Causeway pochází až ze středověku.
Ve starověku tato silnice bývala spolu s Dere Street (Watling Street) hlavní komunikací ze severu k jihu na území dnešního hrabství Northumberland.

## Základní údaje - starověk

Hlavní římské silnice v Británii

O této římské silnici se předpokládá, že je starší než Hadriánův val. Začínala asi dva kilometry od opevněné brány Portgate a přibližně šest kilometrů na sever od vesnice Corbridge, na místě, kde odbočuje od římské silnice Dere Street (moderní silnice A68) a cestou do Kaledonie pokračovala na sever údolím Redesdal. Vedla až téměř k ústí řeky Tweed ve městě Berwick-Upon-Tweed , kde nejspíš sloužila potřebám vojenského přístavu.

### Hunnum - vztah k Devil's Causeway
Necelé dva kilometry na východ od Portgate se nachází římská pevnost Onnum (známá také jako Hunnum či Halton Chesters). Je proto pravděpodobné, že silnici Devil's Causeway střežila kavalérie, která tam sídlila.
Pevnost Hunnum, postavená na Hadriánově valu a orientovaná na sever, ležela v půli cesty mezi pevnůstkami (mílovými kastely) Milecastle 21 a 22, tedy asi 800 metrů na východ od silnice Dere Street. Tato stará pevnost Hadriánova valu měla téměř čtvercový půdorys, měřila asi 134 metrů ze severu na jih a 122 metrů z východu na západ, takže zabírala plochu přibližně půl druhého hektaru.

### Stavitelé pevnosti a posádka střežící silnici
Objevená kamenná deska ze západní brány pevnosti nese písmena LEG VI V P F FEC ("legio VI Victrix, loajální a věrná, vykonala toto"). Je zde uvedena šestá legie jako stavitel pevnosti, ale název původní posádky není znám. Je pravděpodobné, ale nikoli podložené důkazy, že šlo o kohortu cohorts quingenaria equitata, pomocnou jednotku (auxilia) o síle až pěti set mužů, z nichž přibližně polovinu tvořili jezdci. Jednotky tohoto typu byly v mnoha pevnostech valu. Byla to totiž optimální kombinace, pěchota hlídala pevnost a val, kdežto jízda střežila silnice Dere Street a severně od ní Devil's Causeway.

### Popis trasy

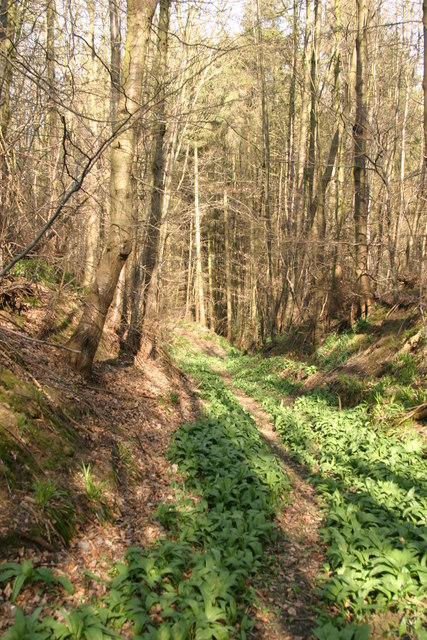
Devil's Causeway na jižní straně brodu přes Hart Burn

Silnice prochází kolem vesnice Great Whittington a pak míří k severovýchodu, k vesnici Hartburn, kde na západ od ní přechází přes Hart Burn, což je přítok řeky Wansbeck. Pokračuje na východ od Netherwittonu, kde stávala hodně diskutovaná věž.
Za Netherwittonem silnice vede západně od vesnice Longhorsley. Pokračuje k řece Coquet, přes kterou přechází východně od Brinkburnského převorství, kde se stáčí k severozápadu kolem západního okraje vesnice Longframlington. Na severně od ní se dotkne silnice A697, pak ji přejde a poté zamíří na západ od vesnice Edlingham.
Nedaleko vesnice Whittingham bývala v Learchildu římská pevnost, od ní silnice vedla na západ, aby se setkala se silnicí Dere Street v pevnosti Bremenium (High Rochester). Severně od této pevnosti římská silnice znovu přetíná silnici A697, pak projde vesnicí Glanton a dosáhne vesnice Powburn.
V této vesnici moderní silnice A697 stejně jako tato starověká římskou silnice překračuje řeku Breamish a zůstává na pradávné trase více než tři kilometry. Římská silnice pak míří k Newtownu a přetne řeku Till u Hortonu. V Hortonu silnice pokračuje 11 kilometrů jako místní komunikace k vesnici Lowick.
Ta se nachází v severní části hrabství Northumberland, 143 metrů nad mořem, přibližně 14 kilometrů na jih od města Berwick-upon-Tweed a 11 kilometrů severovýchodně od městečka Wooler. Zde se s Ďáblovou dlážděnou cestou protíná starověká trasa, kterou používali mniši z Lindisfarne cestou do anglického města Durham; právě díky této křižovatce se začal Lowick rozrůstat.
Silnice potom prochází vesnicí Berrington a vydá se směrem k Tweedmouthu (což je část města Berwick-upon-Tweed) a k ústí řeky Tweed.

## Doba pozdější
Římských silnic je v hrabství Northumberland poměrně málo a neexistuje přesná představa, kdy která vznikla a za jakým účelem, ale zjevně byly strategicky důležité jak pro starověké římské vojsko, tak později pro středověké vojsko i církev a době nikterak vzdálené pro obchodování přes anglicko-skotskou hranici (vedly tudy zejména cesty pašeráků). To vše jim dodává na významu a propůjčuje jim romantickou atmosféru, jakou se ze silnic na území starověké provincie Británie vyznačuje jen málokterá.